# Nosemosis
La nosemosis o nosematosis es una enfermedad producida por el parásito microsporidio Nosema apis, que afecta el aparato digestivo de las abejas obreras, los zánganos y de la abeja reina. El esporo de N. apis es ingerido con el alimento y destruye las células epiteliales encargadas de la digestión y asimilación, de tal manera que no se aprovecha convenientemente el alimento ingerido. Produce una inflamación del intestino de la abeja, generando diarrea.
Las esporas viven en la heces o evacuaciones durante más de dos años, en el suelo de cuarenta y cuatro a setenta y un días y en la miel durante dos a cuatro meses.

## Patogenia
La susceptibilidad es mayor en abejas adultas de más de quince días de edad. En virtud que tiene el tracto digestivo maduro. El contagio se produce por pillaje, deriva, mala praxis de manejo apícola, o por introducción de colmenas enfermas. Es una enfermedad estacional, en primavera al empezar la cría, sobreviene una multiplicación del parásito, produciéndose un estado de equilibrio entre el huésped y el parásito. Se puede decir que hay nosemosis latente.
En verano disminuye o se diluyen los esporos infectantes, llegando a bajar la infección.
Ante el estrés, manejo, clima o estado interno de la colmena, algunas colmenas aparentemente sanas en invierno, enferman en primavera. Hay quienes hablan de fase de reposos en invierno.

## Sintomatología
Las abejas tienen síntomas de debilidad general y una imposibilidad de volar, probablemente a consecuencia de una compresión de los sacos aéreos abdominales. Se manifiestan temblores y parálisis. 
Por tratarse de una inflamación aguda del intestino en virtud que este se lastima, cambia su apariencia y coloración. Los intestinos enfermos son de color blanquecino, inflamados, flácidos, deformados; mientras los intestinos de abejas sanas son de color verdoso amarillento y turgentes (podría utilizarse como diagnóstico a campo). El insecto presenta abdomen globoso y distendido por la acumulación de excrementos, no pudiendo evacuar los efluentes o haciéndolo con dificultad; que no siempre generan una diarrea intensa, con deyecciones de color marrón claro verdoso y olor fétido. 
Al alterarse dichos procesos básicos en el metabolismo de los nutrientes, se desencadenan una serie de trastornos metabólicos los cuales derivan en los signos clínicos.
Dentro de éstos encontramos:
- Muerte prematura de abejas, incapacidad para el vuelo, temblores de alas, movimientos espasmódicos causados por la inanición.
- Desarrollo deficiente de glándulas
- Aumento del consumo, con una digestión disminuida.
- Repleción de intestino y ampolla rectal, aumento de peso, compresión de sacos aéreos
- Defecación en un período avanzado de la enfermedad. Heces claras en bordes externos de las celdas, marrón claro y amarillo en la piquera: enfermedad avanzada.
- No es signo patognomónico.
- Disminución de vida media de las abejas, por disminución de reservas, carencia proteica
- Escasa actividad de vuelo
- Deficiente atención a la cría
- Abejas volando aisladamente en invierno
- Desarrollo atrasado de la colonia, principalmente en primavera.
- Muerte de abejas adultas
- Debilitamiento de la colmena

## Diagnóstico
Clínico. Se recurre al análisis de laboratorio.
Laboratorial. Se diagnostica visualizando esporos de Nosema apis en preparación microscópica. 
Diferencial. La presencia de diarrea, no es única de esta enfermedad; por lo tanto no sirve como diagnóstico diferencial. No deben confundirse los esporos de Nosema apis con levaduras y hongos que se tiñen con los colorantes utilizados, siendo uno de los más utilizados el 'azul de metilo'. El esporo de este protozoo es similar, bajo microscopio óptico de 400 a 600 aumentos, a una semilla de melón (de forma elipsoidal). 
Hay que señalar que los quistes de Malpighamoeba mellificae (amebiosis) son circulares y con un diámetro un poco inferior al eje longitudinal de los esporos.

## Recomendaciones para prevenir
- Evitar el exceso de humedad dentro de la colmena, como así también los lugares húmedos para la instalación del colmenar
- Invernar con buena reserva de miel y polen
- Tener colmenas con buena población y parejas durante todo el año
- Realizar cambio de reina por lo menos cada dos años
- Realizar por lo menos una vez al año (otoño o primavera) un muestreo de abejas del colmenar para su análisis en laboratorio

## Tratamiento
- Fumagilina

Vías de administración:
- Jarabe: Debe preparase y usarse en el momento
- Preparar 24 litros de jarabe utilizando dos partes de miel y una parte de agua (jarabe de otoño)
- Disolver el envase de 25 g de fugiprin "b" en medio litro de jarabe
- La temperatura del jarabe no debe ser superior a 30 grados.
- Incorporar el producto disuelto al resto del jarabe
- Se debe administrar un litro del jarabe por colmena tres veces a intervalos de 7 días
- Para el tratamiento de primavera se procede de igual manera, sólo que el jarabe a utilizar deberá ser de una parte de azúcar y una de agua.

Torta candy:
- Mezclar bien 25 g. de fugiprin "b" con 2400 g de azúcar impalpable
- Incorporar miel para unir el polvo y adquiera una consistencia semidura
- Dividir el total de la masa en 24 partes (120 g cada una)
- Colocar cada una sobre papel, introducirlo por la piquera o colocar sobre los cabezales de los marcos con cría.

La dosis es de un gramo de producto comercial por litro de jarabe.